# Xaffévillers
Xaffévillers é uma comuna francesa na região administrativa de Grande Leste, no departamento de Vosges. Estende-se por uma área de 8,43 km². Em 2010 a comuna tinha 151 habitantes (densidade: 17,9 hab./km²).